# Clostera reclusa
Clostera reclusa är en fjärilsart som beskrevs av Ignaz Schiffermüller 1776. Clostera reclusa ingår i släktet Clostera och familjen tandspinnare. Inga underarter finns listade i Catalogue of Life.